# Grmljani (Republika Serbska)
Grmljani (cyr. Грмљани) – wieś w Bośni i Hercegowinie, w Republice Serbskiej, w mieście Trebinje. W 2013 roku liczyła 25 mieszkańców.